# 政策情報学部
政策情報学部（せいさくじょうほうがくぶ、英称: Faculty of Policy Informatics ）は、情報技法を活用することにより、問題を発見し的確な政策を立案のための研究及び政策立案のできる人材を育成するための学部である。

## 解説
2000年に千葉商科大学に初めて設立された。同学における政策情報学部学部創設者は、井関利明（慶應義塾大学名誉教授）で、初代学部長に就任し、2006年からは瀧上信光が学部長を務めた。
2010年に開設10周年を迎え、同学初の女性学部長として宮崎緑が就任した。
2004年に千葉商科大学大学院に政策情報学研究科（修士課程）が設置される。
2005年には、千葉商科大学が主体となり政策情報学会が設立された。

## 政策情報学部をおく大学
- 金沢大学地域創造学類地域プランニングコース
- 千葉商科大学政策情報学部

## 関連記事
- 政策学部
- 総合政策学部
- 環境情報学部
- 情報学部